# Зиновьев, Николай Иванович (Герой Советского Союза)
Николай Иванович Зиновьев (1907—1987) — старший лейтенант Рабоче-крестьянской Красной Армии, участник Великой Отечественной войны, Герой Советского Союза (1943).

## Биография
Николай Зиновьев родился 6 мая 1907 года в деревне Алексеевка (ныне — Тёпло-Огарёвский район Тульской области). Окончил восемь классов школы. В 1929—1930 годах проходил службу в Рабоче-крестьянской Красной Армии. В 1933 году Зиновьев окончил сельскохозяйственный техникум, после чего работал агрономом, учителем средней школы. В октябре 1941 года он повторно был призван в армию. С июля 1942 года — на фронтах Великой Отечественной войны. К октябрю 1943 года гвардии старший лейтенант Николай Зиновьев командовал батареей 4-го гвардейского истребительно-противотанкового артиллерийского полка 38-й армии Воронежского фронта. Отличился во время битвы за Днепр.
Зиновьев участвовал в рейде в немецкий тыл с Лютежского плацдарма к северу от Киева. 12 октября 1943 года в районе села Блиставица Бородянского района Киевской области Украинской ССР батарея Зиновьева подбил шесть немецких танков, захватила в плен 20 вражеских солдат и офицеров, а также боевое знамя немецкой части.
Указом Президиума Верховного Совета СССР от 24 декабря 1943 года гвардии старший лейтенант Николай Зиновьев был удостоен высокого звания Героя Советского Союза с вручением ордена Ленина и медали «Золотая Звезда».
После окончания войны Зиновьев был уволен в запас. Вернулся в Тульскую область, работал парторгом на шахтах в Богородицком районе. С 1962 года проживал в Богородицке. Умер в 1987 году.
Почётный гражданин Богородицка. Был также награждён орденами Красного Знамени, Александра Невского, Отечественной войны 1-й и 2-й степеней, рядом медалей.